# Fulton (condado de Schoharie, Nueva York)
Fulton es un pueblo ubicado en el Condado de Schoharie en el estado estadounidense de Nueva York. En el año 2000 tenía una población de 1,495 habitantes y una densidad poblacional de 9 personas por km².

## Geografía
Fulton se encuentra ubicado en las coordenadas 42°34′16″N 74°27′13″O / 42.57111, -74.45361.

## Demografía
Según la Oficina del Censo en 2000 los ingresos medios por hogar en la localidad eran de $35,144, y los ingresos medios por familia eran $39,167. Los hombres tenían unos ingresos medios de $30,625 frente a los $21,964 para las mujeres. La renta per cápita para la localidad era de $13,565. Alrededor del 14.2% de la población estaban por debajo del umbral de pobreza.